# Gonodontodes chionosticta
Gonodontodes chionosticta är en fjärilsart som beskrevs av George Francis Hampson 1913. Gonodontodes chionosticta ingår i släktet Gonodontodes och familjen nattflyn. Inga underarter finns listade i Catalogue of Life.